# タイボーイ・デジタル
タイボーイ・デジタル（Thaiboy Digital）ことタナパット・ブンレアン（Thanapat Bunleang、出生名は Khazitin G. Bonleunge）はタイ王国のラッパーである。コーンケン県コーンケンで誕生し、8歳のときにストックホルムに移住した。2019年現在はバンコクを拠点としている。Drain Gangのメンバーでもある。

## 経歴
タイのイーサーン地方で誕生。2003年、母親がスウェーデンのオーストリア大使館で調理師の職を得たことを契機とし、家族でスウェーデンに移民し、同地で英語とスウェーデン語を学んだ。
13歳のとき、後のBladee・Ecco2Kを含む友人同士で音楽を作りはじめる。「Thaiboy Digital」という芸名は、「White widow」と韻を踏める言葉としてこのとき発案された。このクルーは後にDrain Gangの名前で知られるようになり、同じくストックホルムで同様の楽曲を作っていた、ヤング・リーンらSad boysとも積極的に関わるようになった。
2015年、母親の就労ビザが切れたために、スウェーデン移民管理局によって同国を退去させられ、バンコクに拠点を移す。バンコクにおいてもDrain Gangのメンバーとの楽曲作成を続けつつ、YoungguやDandeeといったタイ国内のラッパーとの共作を手掛けた。2019年にDrain GangがリリースしたEP『Trash Island』の一部はタイボーイ・デジタルのバンコクの居室でレコーディングされた。

## 人物
2020年1月7日に結婚し、同年2月9日に第一子である娘をもうけた。

## ディスコグラフィー

### アルバム
- Legendary Member (2019)[2][9][10]
- My Fantasy World (2020) - Dj Billybool名義でリリースした。

### ミックステープ
- GTBSG Compilation (2013) (with Bladee, Ecco2k)
- Tiger (2014)
- Lord Of Jewels / Return of the Goon  (2015)
- AvP (2016) (with Bladee)
- D&G (2017) (with Bladee, Ecco2K（英語版）)
- Trash Island (2019) (with Bladee, Ecco2k)
- Yin & Yang (2020)

### EP
- S.O.S: Suicide or Sacrifice (2017)[11]

### シングル
- "Fuck U" (2011)
- "Bank Account" (2013)
- "B With U" (2013)
- "Moon Girl" (2013)
- "Tiger" (2014)
- "G6" (2014)
- "2 The Starz (with Bladee)" (2014)
- "Haters Broke" (2014)
- "2seats" (2015)
- "Forever Turnt" (2015) (with Younggu, Dandee)
- "Lie 2 Me (with Bladee)" (2016)
- "Let Go" (2016)
- "Still in Search of Sunshine (with Bladee)" (2016)
- "Climbing" (2017)
- "Magic" (2017)
- "King Cobra" (2018)
- "Lip Service" (2019) (with Ecco2K（英語版）)[12]
- "Nervous" (2019)[13]
- "IDGAF" (2019)[14]
- "New City" (2020)[15]
- "Yin & Yang" (2020)[15]
- "Triple S" (2020)
- "I Go I Go" (2021)

### 客演
- Bladee – "Ebay" (2013) (featuring Ecco2K（英語版）)
- Bladee – "Deletee" (2014)
- Bladee – "Everlasting Flames" (2014)
- Bladee – "Butterfly" (2015 and 2016)
- Yung Lean – "How U Like Me Now?" (2016)
- Yung Lean – "King Cobra" (2018)
- Bladee – "Side by Side" (2018)
- Younggu – "Never Been" (2018) (featuring Twopee Southside, Rahboy)
- Bladee - "Inspiration Comes" (2021)